# Cardamine kiusiana
Cardamine kiusiana är en korsblommig växtart som beskrevs av Hiroshi Hara. Cardamine kiusiana ingår i släktet bräsmor, och familjen korsblommiga växter. Inga underarter finns listade i Catalogue of Life.